# WTA Tour 1982
Il WTA Tour 1982 è iniziato il 4 gennaio con l'Avon Championships of Washington e si è concluso il 19 dicembre con la finale del Toyota Championships.
Nel 1982 indipendentemente dai tornei del Grande Slam organizzati dall'ITF, la stagione dei tornei della WTA era divisa in 2 circuiti:
1. Da gennaio a marzo: le Avon Series disputate esclusivamente negli Stati Uniti che si concludeva con il Masters disputato dalle migliori giocatrici che avevano accumulato più punti in questa parte della stagione.
2. Da aprile a dicembre: le Toyota Series disputate nei Paesi di tutto il resto del mondo. Questa serie si concludeva con il Toyota Championships cui accedevano le migliori giocatrici che avevano accumulato più punti nella seconda parte della stagione.

Nelle Avon Series furono introdotte 2 sottocategorie: i Futures dotati di un montepremi da 40 000 a 50 000 dollari e i Championships con un montepremi da 100 000 a 200 000 dollari.
Anche i tornei delle Toyota Series erano divisi in 7 sottocategorie.
Un certo numero di tornei non apparteneva a nessuno di questi due circuiti.

## Gennaio
| Settimana  | Torneo                                                                                    | Vincitrici                                 | Finaliste                       | Semifinaliste | Eliminate ai quarti |
| ---------- | ----------------------------------------------------------------------------------------- | ------------------------------------------ | ------------------------------- | ------------- | ------------------- |
| 4 gennaio  | Avon Championships of Washington 1982 Washington, USA Sintetico indoor Singolare - Doppio | Martina Navrátilová 6-2 6-3                | Anne Smith                      |               |                     |
| 4 gennaio  | Avon Championships of Washington 1982 Washington, USA Sintetico indoor Singolare - Doppio | Kathy Jordan Anne Smith 6-2, 3-6, 6-1      | Martina Navrátilová Pam Shriver |               |                     |
| 4 gennaio  | Torneo di Fort Myers 1982 Fort Myers, USA Cemento Singolare - Doppio                      | Duk Hee Lee 6-0 6-3                        | Yvonne Vermaak                  |               |                     |
| 4 gennaio  | Torneo di Fort Myers 1982 Fort Myers, USA Cemento Singolare - Doppio                      | Marjorie Blackwood Susan Leo 2-6, 6-1, 6-2 | Pat Medrado Cláudia Monteiro    |               |                     |
| 11 gennaio | Avon Championships of Cincinnati 1982 Cincinnati, USA Sintetico indoor Singolare - Doppio | Barbara Potter 6-4 7–6(3)                  | Bettina Bunge                   |               |                     |
| 11 gennaio | Avon Championships of Cincinnati 1982 Cincinnati, USA Sintetico indoor Singolare - Doppio | Sue Barker Ann Kiyomura 6-2, 7-6           | Pam Shriver Anne Smith          |               |                     |
| 11 gennaio | Torneo di Newport News 1982 Newport Mews, USA Erba Singolare - Doppio                     | Helena Suková 6-2 6-7 6-0                  | Pat Medrado                     |               |                     |
| 11 gennaio | Torneo di Newport News 1982 Newport Mews, USA Erba Singolare - Doppio                     | Marcella Mesker Carol Lynn Baily 6-2, 6-1  | Corinne Vanier Lucia Romanov    |               |                     |
| 18 gennaio | Avon Championships of Seattle 1982 Seattle, USA Sintetico indoor Singolare - Doppio       | Martina Navrátilová 6-2 6-0                | Andrea Jaeger                   |               |                     |
| 18 gennaio | Avon Championships of Seattle 1982 Seattle, USA Sintetico indoor Singolare - Doppio       | Rosie Casals Wendy Turnbull 7-5, 6-4       | Kathy Jordan Anne Smith         |               |                     |
| 18 gennaio | Avon Futures of Montreal 1982 Montréal, Canada Singolare - Doppio                         | Glynis Coles-Bond 6-4 6-4                  | Leigh-Anne Thompson             |               |                     |
| 18 gennaio | Avon Futures of Montreal 1982 Montréal, Canada Singolare - Doppio                         | Marjorie Blackwood Susan Leo 6-2 6-4       | Brenda Remilton Barbara Jordan  |               |                     |
| 25 gennaio | Avon Championships of Chicago 1982 Chicago, USA Sintetico indoor Singolare - Doppio       | Martina Navrátilová 6-4 6-1                | Wendy Turnbull                  |               |                     |
| 25 gennaio | Avon Championships of Chicago 1982 Chicago, USA Sintetico indoor Singolare - Doppio       | Martina Navrátilová Pam Shriver 7–5, 6–4   | Rosie Casals Wendy Turnbull     |               |                     |
| 25 gennaio | Avon Futures of Western Pennsylvania 1982 Pittsburgh, USA Singolare - Doppio              | Claudia Kohde Kilsch 6-4 6-0               | Eva Pfaff                       |               |                     |
| 25 gennaio | Avon Futures of Western Pennsylvania 1982 Pittsburgh, USA Singolare - Doppio              | Marjorie Blackwood Susan Leo 6-0 6-3       | Brenda Remilton Barbara Jordan  |               |                     |

## Febbraio
| Settimana   | Torneo                                                                                   | Vincitrici                                      | Finaliste                        | Semifinaliste | Eliminate ai quarti |
| ----------- | ---------------------------------------------------------------------------------------- | ----------------------------------------------- | -------------------------------- | ------------- | ------------------- |
| 1º febbraio | Avon Championships of Detroit 1982 Detroit, MI, USA Sintetico indoor Singolare - Doppio  | Andrea Jaeger 2-6 6-4 6-2                       | Mima Jaušovec                    |               |                     |
| 1º febbraio | Avon Championships of Detroit 1982 Detroit, MI, USA Sintetico indoor Singolare - Doppio  | Leslie Allen Mima Jaušovec 6–4, 6–0             | Rosie Casals Wendy Turnbull      |               |                     |
| 1º febbraio | Avon Futures of Utah 1982 Ogden, USA Singolare - Doppio                                  | Pat Medrado 6-2 7-6                             | Iva Budařová                     |               |                     |
| 1º febbraio | Avon Futures of Utah 1982 Ogden, USA Singolare - Doppio                                  | Iva Budařová Catherine Tanvier 6-3 6-2          | Yvona Brzáková Marcela Skuherská |               |                     |
| 8 febbraio  | Avon Championships of Kansas 1982 Kansas City, USA Sintetico indoor Singolare - Doppio   | Martina Navrátilová 6-2 6-2                     | Barbara Potter                   |               |                     |
| 8 febbraio  | Avon Championships of Kansas 1982 Kansas City, USA Sintetico indoor Singolare - Doppio   | Barbara Potter Sharon Walsh 4–6, 6–2, 6–2       | Mary Lou Daniels Anne Smith      |               |                     |
| 8 febbraio  | Avon Futures of California 1982 Bakersfield, USA Singolare - Doppio                      | Sabina Simmonds 6-2 6-1                         | Lea Antonoplis                   |               |                     |
| 8 febbraio  | Avon Futures of California 1982 Bakersfield, USA Singolare - Doppio                      | Cláudia Monteiro Catherine Tanvier 47-6 2-6 6-2 | Dianne Desfor Barbara Hallquist  |               |                     |
| 15 febbraio | Avon Championships of Houston 1982 Houston, Texas, USA Terra Singolare - Doppio          | Bettina Bunge 6-2 3-6 6-3                       | Pam Shriver                      |               |                     |
| 15 febbraio | Avon Championships of Houston 1982 Houston, Texas, USA Terra Singolare - Doppio          | Kathy Jordan Pam Shriver 7–6, 6–2               | Sue Barker Sharon Walsh          |               |                     |
| 15 febbraio | Avon Futures of Nashville 1982 Nashville, USA Singolare - Doppio                         | Eva Pfaff 6-3 7-5                               | Leigh-Anne Thompson              |               |                     |
| 15 febbraio | Avon Futures of Nashville 1982 Nashville, USA Singolare - Doppio                         | Chris O'Neil Mimi Wikstedt 6-4 7-6              | Sheila McInerney Jane Preyer     |               |                     |
| 22 febbraio | Avon Championships of California 1982 Oakland, USA Sintetico (indoor) Singolare - Doppio | Andrea Jaeger 7–6(5) 6-4                        | Chris Evert                      |               |                     |
| 22 febbraio | Avon Championships of California 1982 Oakland, USA Sintetico (indoor) Singolare - Doppio | Barbara Potter Sharon Walsh 6–1, 3–6, 7–6(5)    | Kathy Jordan Pam Shriver         |               |                     |
| 22 febbraio | Avon Futures of South Carolina 1982 Greenville, USA Singolare - Doppio                   | Cláudia Monteiro 6-4 3-6 6-4                    | Jo Durie                         |               |                     |
| 22 febbraio | Avon Futures of South Carolina 1982 Greenville, USA Singolare - Doppio                   | Chris O'Neil Mimi Wikstedt 6–1, 3–6, 7–6(5)     | Liz Gordon Kim Steinmetz         |               |                     |

## Marzo
| Settimana | Torneo                                                                                     | Vincitrici                               | Finaliste                       | Semifinaliste | Eliminate ai quarti |
| --------- | ------------------------------------------------------------------------------------------ | ---------------------------------------- | ------------------------------- | ------------- | ------------------- |
| 1º marzo  | Avon Championships of Los Angeles 1982 Los Angeles, Stati Uniti Cemento Singolare - Doppio | Mima Jaušovec 6-2 7–6(4)                 | Sylvia Hanika                   |               |                     |
| 1º marzo  | Avon Championships of Los Angeles 1982 Los Angeles, Stati Uniti Cemento Singolare - Doppio | Kathy Jordan Anne Smith 6-3, 7-5         | Barbara Potter Sharon Walsh     |               |                     |
| 1º marzo  | Avon Futures of Central Pennsylvania 1982 Hershey, USA Singolare - Doppio                  | Andrea Temesvári 6-4 6-2                 | Catherine Tanvier               |               |                     |
| 1º marzo  | Avon Futures of Central Pennsylvania 1982 Hershey, USA Singolare - Doppio                  | Anne Hobbs Sue Leo 6-2 6-0               | Barbara Hallquist Nancy Yeargin |               |                     |
| 8 marzo   | Avon Championships of Dallas 1982 Dallas, USA Sintetico indoor Singolare - Doppio          | Martina Navrátilová 6-3 6-2              | Mima Jaušovec                   |               |                     |
| 8 marzo   | Avon Championships of Dallas 1982 Dallas, USA Sintetico indoor Singolare - Doppio          | Martina Navrátilová Pam Shriver 6–4, 6–4 | Billie Jean King Ilana Kloss    |               |                     |
| 15 marzo  | Avon Championships of Boston 1982 Boston, USA Sintetico indoor Singolare - Doppio          | Kathy Jordan 7-5 1-6 6-4                 | Wendy Turnbull                  |               |                     |
| 15 marzo  | Avon Championships of Boston 1982 Boston, USA Sintetico indoor Singolare - Doppio          | Kathy Jordan Anne Smith 7–6, 2–6, 6–4    | Rosie Casals Wendy Turnbull     |               |                     |
| 15 marzo  | Avon Futures Championships 1982 Austin, USA Sintetico indoor Singolare - Doppio            | Claudia Kohde Kilsch 7-6 0-6 6-3         | Helena Suková                   |               |                     |
| 15 marzo  | Avon Futures Championships 1982 Austin, USA Sintetico indoor Singolare - Doppio            | Pat Medrado Cláudia Monteiro 6-0 6-1     | Jan Lehane Mimi Wikstedt        |               |                     |
| 24 marzo  | Avon Circuit Championships 1982 New York, USA Sintetico indoor Singolare - Doppio          | Sylvia Hanika 1-6 6-3 6-4                | Martina Navrátilová             |               |                     |
| 24 marzo  | Avon Circuit Championships 1982 New York, USA Sintetico indoor Singolare - Doppio          | Martina Navrátilová Pam Shriver 6-4, 6-3 | Kathy Jordan Anne Smith         |               |                     |

## Aprile
| Settimana | Torneo                                                                                                 | Vincitrici                               | Finaliste                       | Semifinaliste | Eliminate ai quarti |
| --------- | --- | ---------------------------------------- | ------------------------------- | ------------- | ------------------- |
| 5 aprile  | Family Circle Cup 1982 Hilton Head, USA Terra verde Singolare - Doppio                                 | Martina Navrátilová 6-4 6-2              | Andrea Jaeger                   |               |                     |
| 5 aprile  | Family Circle Cup 1982 Hilton Head, USA Terra verde Singolare - Doppio                                 | Martina Navrátilová Pam Shriver 6-1, 6-2 | Joanne Russell Virginia Ruzici  |               |                     |
| 15 aprile | World Doubles Championships 1982 Fort Worth, USA Sintetico indoor Doppio                               | Martina Navrátilová Pam Shriver 7–5, 6–3 | Kathy Jordan Anne Smith         |               |                     |
| 19 aprile | Bausch & Lomb Championships 1982 (WTA Championships) Amelia Island, USA Terra verde Singolare - Doppio | Chris Evert 6-3 6-1                      | Andrea Jaeger                   |               |                     |
| 19 aprile | Bausch & Lomb Championships 1982 (WTA Championships) Amelia Island, USA Terra verde Singolare - Doppio | Leslie Allen Mima Jaušovec 6–1, 7–5      | Barbara Potter Sharon Walsh     |               |                     |
| 26 aprile | Torneo di Sardegna 1982 (Torneo Città di Arzachena) Arzachena, Italia Singolare - Doppio               | Elizabeth Smylie Sayers 6-3 6-0          | Dana Gilbert                    |               |                     |
| 26 aprile | Torneo di Sardegna 1982 (Torneo Città di Arzachena) Arzachena, Italia Singolare - Doppio               | Debbie Jevans Elizabeth Jones 7-6, 6-2   | Catrin Jexell Susana Villaverde |               |                     |
| 26 aprile | United Airlines Tournament of Champions 1982 Orlando, USA Terra Singolare - Doppio                     | Martina Navrátilová 6-2 7-5              | Wendy Turnbull                  |               |                     |
| 26 aprile | United Airlines Tournament of Champions 1982 Orlando, USA Terra Singolare - Doppio                     | Rosie Casals Wendy Turnbull 6–3, 6–3     | Kathy Jordan Anne Smith         |               |                     |

## Maggio
| Settimana             | Torneo                                                                      | Vincitrici                                    | Finaliste                          | Semifinaliste | Eliminate ai quarti |
| --------------------- | --------------------------------------------------------------------------- | --------------------------------------------- | ---------------------------------- | ------------- | ------------------- |
| 3 maggio              | Internazionali d'Italia 1982 Perugia, Italia Terra rossa Singolare - Doppio | Chris Evert 6-0 6-2                           | Hana Mandlíková                    |               |                     |
| 3 maggio              | Internazionali d'Italia 1982 Perugia, Italia Terra rossa Singolare - Doppio | Kathleen Horvath Yvonne Vermaak 2–6, 6–4, 7–6 | Billie Jean King Ilana Kloss       |               |                     |
| 10 maggio             | WTA Swiss Open 1982 Lugano, Svizzera Terra rossa Singolare - Doppio         | Chris Evert 6-0 6-3                           | Andrea Temesvári                   |               |                     |
| 10 maggio             | WTA Swiss Open 1982 Lugano, Svizzera Terra rossa Singolare - Doppio         | Candy Reynolds Paula White Smith 6–2, 6–4     | Joanne Russell Virginia Ruzici     |               |                     |
| 17 maggio             | WTA German Open 1982 Berlino, Germania Terra rossa Singolare - Doppio       | Bettina Bunge 6-2 6-2                         | Kathy Rinaldi Stunkel              |               |                     |
| 17 maggio             | WTA German Open 1982 Berlino, Germania Terra rossa Singolare - Doppio       | Liz Gordon Beverly Mould 6-3, 6-4             | Bettina Bunge Claudia Kohde Kilsch |               |                     |
| 24 maggio 2 settimane | Open di Francia 1982 Parigi, Francia Terra rossa Singolare - Doppio - Misto | Martina Navrátilová 7–6(6) 6-1                | Andrea Jaeger                      |               |                     |
| 24 maggio 2 settimane | Open di Francia 1982 Parigi, Francia Terra rossa Singolare - Doppio - Misto | Martina Navrátilová Anne Smith 6–3, 6–4       | Rosie Casals Wendy Turnbull        |               |                     |

## Giugno
| Settimana             | Torneo                                                                                    | Vincitrici                               | Finaliste                   | Semifinaliste | Eliminate ai quarti |
| --------------------- | ----------------------------------------------------------------------------------------- | ---------------------------------------- | --------------------------- | ------------- | ------------------- |
| 7 giugno              | DFS Classic 1982 Birmingham, Gran Bretagna Erba Singolare - Doppio                        | Billie Jean King 6-2 6-1                 | Rosalyn Fairbank            |               |                     |
| 7 giugno              | DFS Classic 1982 Birmingham, Gran Bretagna Erba Singolare - Doppio                        | Jo Durie Anne Hobbs 6-3, 6-2             | Rosie Casals Wendy Turnbull |               |                     |
| 14 giugno             | International Women's Open 1982 Eastbourne, Gran Bretagna Erba Singolare - Doppio         | Martina Navrátilová 6-4 6-3              | Hana Mandlíková             |               |                     |
| 14 giugno             | International Women's Open 1982 Eastbourne, Gran Bretagna Erba Singolare - Doppio         | Martina Navrátilová Pam Shriver 6-3, 6–4 | Kathy Jordan Anne Smith     |               |                     |
| 21 giugno 2 settimane | Torneo di Wimbledon 1982 Wimbledon, Londra, Gran Bretagna Erba Singolare - Doppio - Misto | Martina Navrátilová 6-1 3-6 6-2          | Chris Evert                 |               |                     |
| 21 giugno 2 settimane | Torneo di Wimbledon 1982 Wimbledon, Londra, Gran Bretagna Erba Singolare - Doppio - Misto | Martina Navrátilová Pam Shriver 6-4, 6-1 | Kathy Jordan Anne Smith     |               |                     |

## Luglio
| Settimana | Torneo                                                                     | Vincitrici                                   | Finaliste                    | Semifinaliste | Eliminate ai quarti |
| --------- | -------------------------------------------------------------------------- | -------------------------------------------- | ---------------------------- | ------------- | ------------------- |
| 5 luglio  | Casino Cup Hittfield 1982 Amburgo, Germania Terra rossa Singolare - Doppio | Lisa Bonder 6-3 6-2                          | Renáta Tomanová              |               |                     |
| 5 luglio  | Casino Cup Hittfield 1982 Amburgo, Germania Terra rossa Singolare - Doppio | Elizabeth Ekblom Lena Sandin 7-6, 6-3        | Pat Medrado Cláudia Monteiro |               |                     |
| 12 luglio | WTA Monte Carlo 1982 Monte Carlo, Monaco Terra rossa Singolare - Doppio    | Virginia Ruzici 6-2 7-6                      | Bonnie Gadusek               |               |                     |
| 12 luglio | WTA Monte Carlo 1982 Monte Carlo, Monaco Terra rossa Singolare - Doppio    | Virginia Ruzici Catherine Tanvier 7-6, 6-2   | Pat Medrado Cláudia Monteiro |               |                     |
| 19 luglio | WTA Austrian Open 1982 Kitzbühel, Austria Terra Singolare - Doppio         | Virginia Ruzici 6-2 6-2                      | Lea Plchova                  |               |                     |
| 19 luglio | WTA Austrian Open 1982 Kitzbühel, Austria Terra Singolare - Doppio         | Yvona Brzáková Kateřina Skronská 6–1, 7–5    | Jill Patterson Courtney Lord |               |                     |
| 26 luglio | San Diego Open 1982 San Diego, Stati Uniti Cemento Singolare - Doppio      | Tracy Austin 7–6(4) 6-3                      | Kathy Rinaldi Stunkel        |               |                     |
| 26 luglio | San Diego Open 1982 San Diego, Stati Uniti Cemento Singolare - Doppio      | Kathy Jordan Paula White Smith 6–3, 5–7, 7–6 | Pat Medrado Cláudia Monteiro |               |                     |

## Agosto
| Settimana             | Torneo                                                                            | Vincitrici                                      | Finaliste                      | Semifinaliste | Eliminate ai quarti |
| --------------------- | --------------------------------------------------------------------------------- | ----------------------------------------------- | ------------------------------ | ------------- | ------------------- |
| 2 agosto              | US Clay Court Championships 1982 Indianapolis, USA Terra rossa Singolare - Doppio | Virginia Ruzici 6-2 6-0                         | Helena Suková                  |               |                     |
| 2 agosto              | US Clay Court Championships 1982 Indianapolis, USA Terra rossa Singolare - Doppio | Ivanna Madruga-Osses Catherine Tanvier 7–5, 7–6 | Joanne Russell Virginia Ruzici |               |                     |
| 9 agosto              | Toyota Classic 1982 Atlanta, USA Cemento Singolare - Doppio                       | Chris Evert 6-3 6-1                             | Susan Mascarin                 |               |                     |
| 9 agosto              | Toyota Classic 1982 Atlanta, USA Cemento Singolare - Doppio                       | Kathy Jordan Betsy Nagelsen 4-6, 7-6, 7-6       | Chris Evert Billie Jean King   |               |                     |
| 16 agosto             | Canada Open 1982 Montréal, Canada Cemento Singolare - Doppio                      | Martina Navrátilová 6-3 7-5                     | Andrea Jaeger                  |               |                     |
| 16 agosto             | Canada Open 1982 Montréal, Canada Cemento Singolare - Doppio                      | Martina Navrátilová Candy Reynolds 6-4, 6-4     | Barbara Potter Sharon Walsh    |               |                     |
| 23 agosto             | WTA New Jersey 1982 Mahwah, Stati Uniti Cemento Singolare - Doppio                | Leigh-Anne Thompson 7–6(4) 6-3                  | Bettina Bunge                  |               |                     |
| 23 agosto             | WTA New Jersey 1982 Mahwah, Stati Uniti Cemento Singolare - Doppio                | Barbara Potter Sharon Walsh 6–1, 6–4            | Rosie Casals Wendy Turnbull    |               |                     |
| 31 agosto 2 settimane | US Open 1982 Flushing Meadows, New York, USA Cemento Singolare - Doppio - Misto   | Chris Evert 6-3 6-1                             | Hana Mandlíková                |               |                     |
| 31 agosto 2 settimane | US Open 1982 Flushing Meadows, New York, USA Cemento Singolare - Doppio - Misto   | Rosie Casals Wendy Turnbull 6-4, 6-4            | Barbara Potter Sharon Walsh    |               |                     |

## Settembre
| Settimana    | Torneo                                                              | Vincitrici                                | Finaliste                   | Semifinaliste | Eliminate ai quarti |
| ------------ | ------------------------------------------------------------------- | ----------------------------------------- | --------------------------- | ------------- | ------------------- |
| 13 settembre | Toray Pan Pacific Open 1982 Tokyo, Giappone Cemento Singolare       | Bettina Bunge 7-6 6-2                     | Barbara Potter              |               |                     |
| 27 settembre | US Indoors 1982 Filadelfia, USA Sintetico indoor Singolare - Doppio | Barbara Potter 6-4 6-2                    | Pam Shriver                 |               |                     |
| 27 settembre | US Indoors 1982 Filadelfia, USA Sintetico indoor Singolare - Doppio | Rosie Casals Wendy Turnbull 3–6, 7–6, 6–4 | Barbara Potter Sharon Walsh |               |                     |

## Ottobre
| Settimana  | Torneo                                                                                    | Vincitrici                                    | Finaliste                           | Semifinaliste | Eliminate ai quarti |
| ---------- | ----------------------------------------------------------------------------------------- | --------------------------------------------- | ----------------------------------- | ------------- | ------------------- |
| 4 ottobre  | Maybelline Classic 1982 Deerfield Beach, USA Cemento Singolare - Doppio                   | Chris Evert 6-1 6-1                           | Andrea Jaeger                       |               |                     |
| 4 ottobre  | Maybelline Classic 1982 Deerfield Beach, USA Cemento Singolare - Doppio                   | Barbara Potter Sharon Walsh 7–6, 7–6          | Rosie Casals Wendy Turnbull         |               |                     |
| 11 ottobre | Eckerd Tennis Open 1982 (Florida Federal Open) Tampa, USA Cemento Singolare - Doppio      | Chris Evert 3-6 6-1 6-4                       | Andrea Jaeger                       |               |                     |
| 11 ottobre | Eckerd Tennis Open 1982 (Florida Federal Open) Tampa, USA Cemento Singolare - Doppio      | Ann Kiyomura Paula White Smith 6–2, 6–4       | Mary Lou Daniels Wendy White-Prausa |               |                     |
| 11 ottobre | Borden Classic 1982 Tokyo, Giappone Singolare - Doppio                                    | Lisa Bonder 2-6 6-0 6-3                       | Shelley Solomon                     |               |                     |
| 11 ottobre | Borden Classic 1982 Tokyo, Giappone Singolare - Doppio                                    | Naoko Satō Brenda Remilton-Ward 2-6, 6-3, 6-3 | Laura duPont Barbara Jordan         |               |                     |
| 18 ottobre | Japan Open Tennis Championships 1982 Tokyo, Giappone Cemento Singolare - Doppio           | Laura Arraya Gildemeister 3-6 6-4 6-0         | Pilar Vásquez                       |               |                     |
| 18 ottobre | Japan Open Tennis Championships 1982 Tokyo, Giappone Cemento Singolare - Doppio           | Laura duPont Barbara Jordan 6-2, 6-7, 6-1     | Naoko Satō Brenda Remilton-Ward     |               |                     |
| 18 ottobre | Porsche Tennis Grand Prix 1982 Filderstadt, Germania Sintetico indoor Singolare - Doppio  | Martina Navrátilová 6-3 6-3                   | Tracy Austin                        |               |                     |
| 18 ottobre | Porsche Tennis Grand Prix 1982 Filderstadt, Germania Sintetico indoor Singolare - Doppio  | Martina Navrátilová Pam Shriver 6–2, 6–3      | Candy Reynolds Anne Smith           |               |                     |
| 25 ottobre | Brighton International 1982 Brighton, Gran Bretagna Sintetico (indoor) Singolare - Doppio | Martina Navrátilová 6-1 6-4                   | Chris Evert                         |               |                     |
| 25 ottobre | Brighton International 1982 Brighton, Gran Bretagna Sintetico (indoor) Singolare - Doppio | Martina Navrátilová Pam Shriver 2-6, 7-5, 6-4 | Barbara Potter Sharon Walsh         |               |                     |

## Novembre
| Settimana               | Torneo                                                                  | Vincitrici                                    | Finaliste                               | Semifinaliste | Eliminate ai quarti |
| ----------------------- | ----------------------------------------------------------------------- | --------------------------------------------- | --------------------------------------- | ------------- | ------------------- |
| 1º novembre             | Hong Kong Open 1982 Hong Kong, Hong Kong Terra rossa Singolare - Doppio | Catrin Jexell 6-3 7-5                         | Alycia Moulton                          |               |                     |
| 1º novembre             | Hong Kong Open 1982 Hong Kong, Hong Kong Terra rossa Singolare - Doppio | Laura duPont Alycia Moulton 6-2, 4-6, 7-5     | Jennifer Mundel-Reinbold Yvonne Vermaak |               |                     |
| 15 novembre             | Queensland Open 1982 Brisbane, Australia Erba Singolare - Doppio        | Wendy Turnbull 6-3 6-1                        | Pam Shriver                             |               |                     |
| 15 novembre             | Queensland Open 1982 Brisbane, Australia Erba Singolare - Doppio        | Billie Jean King Anne Smith 6-3, 6-4          | Claudia Kohde Kilsch Eva Pfaff          |               |                     |
| 22 novembre             | New South Wales Open 1982 Sydney, Australia Erba Singolare - Doppio     | Martina Navrátilová 6-0 3-6 6-1               | Evonne Goolagong Cawley                 |               |                     |
| 22 novembre             | New South Wales Open 1982 Sydney, Australia Erba Singolare - Doppio     | Martina Navrátilová Pam Shriver 6-2, 2-6, 7-6 | Claudia Kohde Kilsch Eva Pfaff          |               |                     |
| 29 novembre 2 settimane | Australian Open 1982 Melbourne, Australia Erba Singolare - Doppio       | Chris Evert 6-3 2-6 6-3                       | Martina Navrátilová                     |               |                     |
| 29 novembre 2 settimane | Australian Open 1982 Melbourne, Australia Erba Singolare - Doppio       | Martina Navrátilová Pam Shriver 6–4, 6–2      | Claudia Kohde Kilsch Eva Pfaff          |               |                     |

## Dicembre
| Settimana   | Torneo                                                                                     | Vincitrici                               | Finaliste                        | Semifinaliste | Eliminate ai quarti |
| ----------- | ------------------------------------------------------------------------------------------ | ---------------------------------------- | -------------------------------- | ------------- | ------------------- |
| 6 dicembre  | Central Fidelity Bank International 1982 Richmond, USA Sintetico indoor Singolare - Doppio | Wendy Turnbull 6(3)–7 6-2 6-4            | Tracy Austin                     |               |                     |
| 6 dicembre  | Central Fidelity Bank International 1982 Richmond, USA Sintetico indoor Singolare - Doppio | Rosie Casals Candy Reynolds 6-3, 6-4     | Joanne Russell Virginia Ruzici   |               |                     |
| 14 dicembre | Toyota Championships 1982 Rutherford, USA Cemento indoor Singolare - Doppio                | Martina Navrátilová 4-6 6-1 6-2          | Chris Evert                      |               |                     |
| 14 dicembre | Toyota Championships 1982 Rutherford, USA Cemento indoor Singolare - Doppio                | Martina Navrátilová Pam Shriver 6–4, 7–5 | Candy Reynolds Paula White Smith |               |                     |